# 1964 코파 델 헤네랄리시모 결승전
1964 코파 델 헤네랄리시모 결승전(스페인어: La Final de la Copa del Generalísimo de 1964)은 현재 코파 델 레이로 알려진 스페인 컵대회의 60번째 결승전이다. 이 경기는 1964년 7월 5일, 마드리드 산티아고 베르나베우에서 열렸고, 사라고사가 아틀레티코 마드리드를 2-1로 이기고 사상 첫 우승을 거두었다.

## 상세 경기 정보
| 사라고사                | 2–1               | 아틀레티코 마드리드 |
| ----------------------- | ----------------- | ------------------- |
| 라페트라 18′ · 비야 33′ | 리포트 (스페인어) | 카르도나 71′        |

| 사라고사:   |    |                       |
|             |    |                       |
| GK          | 1  | 엔리케 야르사 (주장)  |
| DF          | 2  | 호아킨 코르티소       |
| DF          | 3  | 프란시스코 산타마리아 |
| DF          | 4  | 세베리노 레이하       |
| MF          | 5  | 산티아고 이사시       |
| MF          | 6  | 페핀                  |
| FW          | 7  | 카나리우              |
| FW          | 8  | 엘레우테리오 산토스   |
| FW          | 9  | 마르셀리노            |
| FW          | 10 | 후안 마누엘 비야      |
| FW          | 11 | 카를로스 라페트라     |
| 감독:       |    |                       |
| 루이스 베요 |    |                       |

| 아틀레티코 마드리드: |    |                           |
|                      |    |                           |
| GK                   | 1  | 에드가르도 마디나베이티아 |
| DF                   | 2  | 펠리시아노 리비야         |
| DF                   | 3  | 호르헤 그리파             |
| DF                   | 4  | 이사시오 카예하           |
| MF                   | 5  | 하미루                    |
| MF                   | 6  | 헤수스 글라리아           |
| FW                   | 7  | 헤수스 마르티네스 하요    |
| FW                   | 8  | 호세 카르도나             |
| FW                   | 9  | 미겔 존스                 |
| FW                   | 10 | 아델라르도                |
| FW                   | 11 | 엔리케 코야르 (주장)      |
| 감독:                |    |                           |
| 사비노 바리나가      |    |                           |